# Біликівка
Бі́ликівка — село в Україні, у Миколаївській селищній громаді Сумського району Сумської області. Населення становить 117 осіб. До 2016 орган місцевого самоврядування — Супрунівська сільська рада.

## Географія
Село Біликівка розташоване на березі річки Бобрик, вище за течією на відстані 2 км розташоване село Бобрик, нижче за течією на відстані 2 км розташоване село Володимирівка. На відстані 1.5 км розташовані села Супрунівка, Старозінів (село ліквідоване у 2007 р.) та Кленове.

## Історія
За даними на 1864 рік у власницькому селі Лебединського повіту Харківської губернії, мешкало 607 осіб (287 чоловічої статі та 320 — жіночої), налічувалось 57 дворових господарств.
Станом на 1914 рік село відносилось до Ганнівської волості, кількість мешканців зросла до 1144 осіб.
Село постраждало внаслідок геноциду українського народу, проведеного урядом СССР 1923—1933 — померло не менше 12 — до 50-70 чоловік, та 1946–1947 роках.
12 червня 2020 року, відповідно до розпорядження Кабінету Міністрів України № 723-р «Про визначення адміністративних центрів та затвердження територій територіальних громад Сумської області», село увійшло до складу Миколаївської селищної громади.
19 липня 2020 року, в результаті адміністративно-територіальної реформи та ліквідації Білопільського району, село увійшло до складу новоутвореного Сумського району.

## Також
- Перелік населених пунктів, що постраждали від Голодомору 1932-1933, Сумська область